# Hipólito Yrigoyen (politicus)

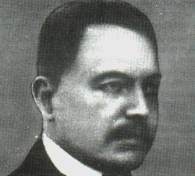
Hipólito Yrigoyen in 1893

Juan Hipólito del Sagrado Corazón de Jesús Yrigoyen Alem (Buenos Aires, 12 juli 1852 – aldaar, 3 juli 1933) was president van Argentinië tussen 1916 en 1922 en tussen 1928 en 1930. De bijnaam van Yrigoyen was el peludo (de mol), vanwege zijn kleine oogjes. Zijn aanhangers stonden bekend als personalistas, zijn tegenstanders als anti-personalistas. Onder Yrigoyen groeide het bruto binnenlands product van Argentinië tot de vierde plaats in de wereld.
Tegenwoordig heeft Yrigoyen nog steeds volgers en mensen die hem waarderen. Zijn volgers wordenYrigoyenistas genoemd. Huidige Argentijnse politici die met lof hebben gesproken over Hipólito Yrigoyen zijn onder andere: Elisa Carrió, Hermes Binner en Alfonsín.

## Vrijheidsstrijder
Yrigoyen werd geboren in de Argentijnse hoofdstad Buenos Aires. Hij was leerkracht voor hij de politiek inging. In 1891 richtte hij met zijn oom Leandro Alem de politieke partij Unión Cívica Radical (Radicaal Burgerverbond) op. Nadat Alem in 1896 zelfmoord had gepleegd, werd Yrigoyen de leider van de partij, die onder zijn leiding de oppositie koos tegen het bestaande politieke stelsel, waarin belangrijke posities onder de belangrijkste partijen verdeeld zouden worden.
Het Radicaal Burgerverbond nam in 1893 en in 1905 de wapens op tegen dit stelsel. Later koos Yrigoyen echter voor geweldloosheid, in een strategie van "revolutionaire onthouding." Deze verkiezingsboycot zou tot 1912 standhouden. In dat jaar nam president Roque Sáenz Peña een wet aan waarin algemeen kiesrecht voor mannen, stemplicht en anoniem stemmen werden vastgelegd.

## Eerste presidentschap (1916–1922)
Yrigoyen werd in 1916 gekozen als president van Argentinië. Tijdens zijn ambtstermijn kreeg hij te maken met een Senaat die werd gedomineerd door de oppositie. Yrigoyen riep daarom enkele malen de noodtoestand uit om de Senaat te kunnen omzeilen, wat de spanningen met de oppositie vergrootte. Yrigoyen was populair onder de middenklasse, die onder zijn bewind het gevoel kreeg betrokken te worden bij de politiek. 
Onder Yrigoyen groeide de Argentijnse economie. Argentinië bleef neutraal tijdens de Eerste Wereldoorlog, en profiteerde van stijgende vleesprijzen en van het openen van nieuwe afzetmarkten. Argentinië kwam bekend te staan als de graanschuur van de wereld, en het bruto binnenlands product hoorde tot de hoogste in de wereld. Yrigoyen was een groot voorstander van een actief energiebeleid. Hij wilde het land energie-onafhankelijk maken en was de grondlegger voor het staatsoliebedrijf Yacimientos Petrolíferos Fiscales in 1922. Na zijn ambtstermijn mocht hij, overeenkomstig de grondwet, niet kandidaat staan voor een nieuwe termijn als president. Hij werd opgevolgd door Marcelo Torcuato de Alvear.

## Tweede presidentschap (1928–1930)
Toen Alvears ambtstermijn in 1928 ten einde liep, werd Yrigoyen met een grote meerderheid gekozen als nieuwe president van Argentinië. Zijn medewerkers hielden nieuwsberichten voor hem verborgen, waardoor hij niet volledig op de hoogte werd gesteld van de recessie die Argentinië in 1929 trof. De minister van economie was toentertijd Enrique Pérez Colman. Op 24 december van dat jaar overleefde Yrigoyen een moordaanslag.
Fascistische en conservatieve legerafdelingen en intellectuelen als Leopoldo Lugones pleitten daarom voor een wisseling van de wacht. Op 6 december 1930 werd Yrigoyen afgezet in een staatsgreep van José Félix Uriburu. Dit was de eerste militaire staatsgreep in Argentinië sinds 1853, toen de grondwet van kracht was geworden.

## Laatste jaren
Na zijn afzetting werd Yrigoyen onder huisarrest geplaatst. Hij werd ook een aantal maal op het eiland Martín García vastgehouden. Yrigoyen stierf op 3 juli 1933 in Buenos Aires.